# Hymne van de Krim
De hymne van de Krim (Oekraïens: Гімн Автономної Республіки Крим, Russisch: Гимн Автономной Республики Крым, Krim-Tataars: Qırım Muhtar Cumhuriyetiniñ Gimni) is het volkslied van de Krim. De tekst komt van Olga Goloebeva en de muziek van Alemdar Karamanov. Het volkslied werd aangenomen op 18 oktober 2000. 
| Russisch | Oekraïens | Nederlands |
| Нивы и горы твои волшебны, Родина, Солнце и море твои целебны, Родина. Эту землю мы сохраним И внукам оставим цветущий, как сад, Крым, Цветущий, как сад, Крым! Зори свободы тебя согрели, Родина, Братья-народы тебя воспели, Родина. Эту землю мы сохраним И вместе, крымчане, прославим в веках Крым, Прославим в веках Крым! Славься, Крым! | Ниви і гори твої чарівні, Батьківщино, Сонце і море твої цілющі, Батьківщино. Цю землю ми збережімо І онукам залишімо квітучий, як сад, Крим, Квітучий, як сад, Крим! Зорі волі тебе зігріли, Батьківщино, Брати-народи тебе оспівали, Батьківщино. Цю землю ми збережімо І разом, кримчани, прославімо в століттях Крим, Прославімо в століттях Крим! Слався, Криме! | Jouw korenvelden en bergen zijn betoverend, Vaderland, Jouw zon en zee zijn heilzaam, Vaderland. We zullen dit land behouden En bloeiend als een tuin doorgeven aan onze kindskinderen, Krim, Bloeiend als een tuin , Krim! De dageraad van de vrijheid heeft jou bemoedigd, Vaderland, Broedervolken hebben je geprezen, Vaderland. We zullen dit land behouden En samen zullen wij, Krimianen, de Krim tot in de eeuwigheid verheerlijken, We zullen de Krim tot in de eeuwigheid verheerlijken! Eer aan de Krim! |

## Transliteratie (Russisch)
Nivy i gory tvoi volsjebny, Rodina,
Solntse i more tvoi tselebny, Rodina.
Etoe zemljoe my sochranym
I vnoekam ostavim tsvetoesjtsji, kak sad, Krym,
Tsvetoesjtsji, kak sad, Krym!
Zori svobody tebja sogreli, Rodina,
Bratja-narody tebja vospeli, Rodina.
Etoe zemljoe my sochranym
I vmeste, krymtsjane, proslavym v vekach Krym,
Proslavym v vekach Krym!
Slavsja, Krym!

## Transliteratie (Oekraïens)
Nyvy i hory tvoji tsjarivni, Batkivsjtsjyno,
Sontse i more tvoji tsiljoesjstsji, Batkivsjtsjyno.
Tsjoe zemljoe my zberezjimo
I onoekam zalysjimo kvitoetsyj, jak sad, Krym,
Kvitoetsyj, jak sad, Krym!
Zori voli tebe zihrily, Batkivsjtsjyno,
Braty-narody tebe ospivaly, Batkivsjtsjyno.
Tsjoe zemljoe my zberezjimo
I razom, krymtsjany, proslavimo v stolittjach Krym,
Proslavimo v stolittjach Krym!
Slavsja, Kryme!